# Trisetum mexicanum
Trisetum mexicanum là một loài thực vật có hoa trong họ Hòa thảo. Loài này được (Swallen) S.D.Koch miêu tả khoa học đầu tiên năm 1979.